# Johann Christian Quandt der Jüngere
Johann Christian Quandt (der Jüngere; * 8. Junijul. / 19. Juni 1733greg. in Urvaste, Livland; † 24. März 1822 in Herrnhut, Sachsen) war ein deutscher Geistlicher und Angehöriger der Herrnhuter Brüdergemeine.
Johann Christian Quandt der Jüngere trat in die Fußstapfen seines Vaters, Johann Christian Quandts des Älteren (1704–1750), der einer der ersten und führendsten Vertreter der Herrnhuter Brüdergemeine im Baltikum war.
1746 zog Quandt nach Deutschland, um in Sinne der Herrnhuter erzogen zu werden. Er lebte zunächst in der Wetterau, dann ab 1749 in Großhennersdorf in Sachsen. Mit dem Syndikus der Brüderunität reiste er durch Europa.
1764 wurde Quandt Direktor des ökonomischen Kollegiums der Brüderunität. 1769 trat er in das Unitätskollegium ein. 1818 zog er sich aus Altersgründen nach Herrnhut zurück.
1802 veröffentlichte Quandt in estnischer Sprache das Gesangbuch der herrnhutischen Gemeinde in Livland unter dem Titel Mönne wastse Waimolikko Laolo.